# La Garda (Var)
La Garda (occità) o La Garde (francès) és un municipi francès, en l'aglomeració de Toló, al departament del Var i a la regió de Provença – Alps – Costa Blava. L'any 1999 tenia 25.329 habitants. El seu clima és de tipus Csa a la classificació de Köppen.

## Orografia
L'Eygoutier és el riu principal. De 15,2 km de llarg, té el seu naixement a la Crau i travessa la població després la de Le Pradet, abans de desembocar al mar a Le Mourillon (Toló), a l'est del Fort La Croix. Està canalitzat en part al sud de La Garde, separa la població amb Le Pradet. A l'est del territori municipal rep les aigües del Ruisseau de Réganas (o Regana), i el Ruisseau Lambert.
Altres cursos d'aigua són el Ruisseau de Pierrascas, i el Ruisseau des Paluds.

## Demografia
| Evolució de la població |       |       |       |       |       |       |       |       |
| 1793                    | 1800  | 1806  | 1821  | 1831  | 1836  | 1841  | 1846  | 1851  |
| 1 050                   | 2 263 | 2 288 | 2 329 | 2 353 | 2 572 | 2 321 | 2 429 | 2 875 |

| 1856  | 1861  | 1866  | 1872  | 1876  | 1881  | 1886  | 1891  | 1896  |
| ----- | ----- | ----- | ----- | ----- | ----- | ----- | ----- | ----- |
| 2 568 | 2 572 | 2 695 | 2 852 | 2 986 | 2 864 | 3 104 | 3 418 | 2 398 |

| 1901  | 1906  | 1911  | 1921  | 1926  | 1931  | 1936  | 1946  | 1954  |
| ----- | ----- | ----- | ----- | ----- | ----- | ----- | ----- | ----- |
| 2 791 | 2 961 | 3 037 | 2 827 | 3 048 | 3 095 | 3 792 | 4 066 | 5 021 |

| 1962  | 1968  | 1975   | 1982   | 1990   | 1999   | 2006 | 2011 | 2016 |
| ----- | ----- | ------ | ------ | ------ | ------ | ---- | ---- | ---- |
| 6 273 | 9 629 | 15 506 | 19 805 | 22 412 | 25 329 | -    | -    | -    |

| 2019 | - | - | - | - | - | - | - | - |
| ---- | - | - | - | - | - | - | - | - |
| -    | - | - | - | - | - | - | - | - |

## Administració
| Període   | Identitat         | Partit |
| --------- | ----------------- | ------ |
| 1957-1995 | Maurice Delplace  | PCF    |
| 1995-2001 | Yvon Robert       | PCF    |
| 2001-     | Jean-Louis Masson | UMP    |

## Agermanaments
- Spa
- Montesarchio